# Святой Лука, рисующий Мадонну
«Святой Лука, рисующий Мадонну» — картина фламандского художника Рогира ван дер Вейдена написанная в 1440 году. Оригинал находится в Музее изящных искусств в Бостоне, очень хорошая копия — в Старой пинакотеке в Мюнхене. Другие копии можно увидеть в Эрмитаже в Санкт-Петербурге и в музее Грунинге в Брюгге.
Историческое значение картины заключается как в мастерстве исполнения, так и в слиянии земного и божественного. Поместив себя в одно пространство с Мадонной и показав художника в процессе изображения, Ван дер Вейден выдвигает на первый план роль художественного творчества в обществе XV века.

## Иконография
Архивных документов о картине не сохранилось, но историки искусства сходятся во мнении, что она почти наверняка была написана для гильдии брюссельских живописцев, для их капеллы в соборе св. Луки Евангелиста, который считался портретистом, а гильдии художников Северной Европы находились под его покровительством.
На картине изображено видение святого Луки, которому Мария предстаёт с младенцем Иисусом. Эта легенда является одним из истоков или обоснованием традиции изображения в христианстве. В православной церкви, в частности, существует ряд марианских икон, которые, согласно преданию, приписываются изображениям евангелиста Луки, так называемые образы святого Луки. Легенда о святом Луке как художнике Девы Марии появилась только в VI веке. Таким образом, Лука был первым, кто изобразил Деву и Младенца при жизни. Художник относит это событие к XV веку.

## Композиция картины
С точки зрения перспективы картина построена в трёх плоскостях. Основной мотив находится на переднем плане. В центре — сад и мост. На заднем плане — ведута и большая река в центре. Передний план представляет собой созерцание, взгляд внутрь себя. Задний план, с другой стороны, представляет vita activa, взгляд вовне. В этой работе художник сочетает центральную перспективу с эмпирической перспективой.

### Передний план
На переднем плане картины изображены Мария с Младенцем и Лука в полуоткрытом пространстве с композиционными капителями. Окружающая обстановка — дом Луки. В левой четверти Мария изображена сидящей на молитвенном табурете у подножия трона с младенцем Иисусом. Она держит сына на руках, повернувшись к нему, смотрит на него сверху вниз и кормит его грудью. Слева от неё и над ней висит балдахин из парчовой ткани красного цвета. В правой четверти изображён коленопреклоненный святой Лука в красной мантии и шапочке. Его одухотворённый взгляд направлен не на Марию, а рядом с ней. В центре — беспрепятственный вид на открытый пейзаж или город. Здание, в котором находятся центральные фигуры, вымышлено. Символ евангелиста Луки — вол или бык — изображён на правом краю картины рядом со свитком.
Композиция очень похожа на «Мадонну канцлера Ролена» Яна ван Эйка (ок. 1435 г., Лувр).

### Центральная часть
В центральной части основным мотивом является hortus conclusus («Запертый сад»), живописная тема, символическое обозначение девственности Марии, а также парапет моста с двумя стоящими фигурами, обращёнными в сторону от зрителя и смотрящими на город. Предполагается, что это родители Марии, Иоаким и Анна.

### Фон
На заднем плане — вид на город Турне (Валлония), расположенный к югу от Брюсселя. Кафедральный собор в Турне изображён в крайней правой части картины. В центре видно русло реки Шельды, уходящей почти по прямой линии к горизонту.

## Особенности
Святой Лука изображён одновременно как художник (серебряная игла, полустёртый портрет) и как учёный-богослов Doctus Lucas (свитки, книги, комната для письма). Впервые со времен античности Ван дер Вейден (снова) изобразил художника, выполняющего художественную задачу. Святой евангелист Лука уже около 800 лет является покровителем живописцев, поэтому он также изображен как художник.
Мария очень изысканно одета, её очень широкое платье переплетено с золотом и украшено зелёными и красными драгоценными камнями по подолу.
Особенно сложный выбор тканей — это отсылка к фламандским тканям, которыми славился этот регион в то время. Турне был местом рождения и работы художника. Неизвестно, кто был моделью, и были ли вообще модели для этой картины. Среди других художников, работавших над темой святого Луки, рисующего Деву Марию, — Дирк Баутс (XV век), Хуго ван дер Гус (1470—1480), Гверчино (1652—1653), Мартен ван Хемскерк (XVI век), Ян Мабюз (1520—1525) и Мартен де Вос (1602).